# Wolf Point
Wolf Point város az USA Montana államában, Roosevelt megyében, melynek megyeszékhelye is. Lakosainak száma 2517 fő (2020. április 1.).

## Népesség
A település népességének változása:

| 2010 | 2 621 |
| 2020 | 2 517 |